# سایبورگ (کمیک)
سایبورگ (به انگلیسی: Cyborg) با نام اصلی ویکتور استون، یک شخصیت خیالی ابرقهرمان در کتاب‌های کامیک آمریکایی منتشر شده توسط دی‌سی کامیکس است؛ که توسط نویسنده مارو وولفمن و طراح جورج پرز خلق شده‌است و برای اولین بار، در شمارهٔ ۲۶ مجلهٔ کامیک‌های دی‌سی (DC Comics Presents) در اکتبر ۱۹۸۰ معرفی شد.
این شخصیت برای اولین بار با بازی ری فیشر حضوری تک‌جلوه در فیلم بتمن در برابر سوپرمن: طلوع عدالت (۲۰۱۶) داشت، و سپس در فیلم لیگ عدالت (۲۰۱۷) یکبار دیگر به ایفای نقش شخصیت سایبورگ پرداخت. همچنین جویون وید در مجموعه تلویزیونی دووم پاترول (۲۰۱۹) وظیفه بازی در این نقش را بر عهده دارد.****

## پیوندهای وابسته
- سایبورگ
- بنیاد سایبورگ